# موزه لازارو گالدیانو
موزه لازارو گالدیانو (اسپانیایی: Museo Lázaro Galdiano‎) موزه‌ای هنری در مادرید، اسپانیا است. این موزه، مجموعه آثار هنری خوزه لازارو گالدیانو را در خود جای داده است. موزه لازارو گالدیانو این موزه در ۲۷ ژانویه ۱۹۵۱ افتتاح شد.

## تاریخچه
ساختمان این موزه در سال ۱۹۰۳ به عنوان محل سکونت لازارو گالدیانو و همسرش ساخته شد و در محوطه ای قرار دارد که همچنین کتابخانه پراهمیت انکونابولا و نسخه های خطی گالدیانو نیز واقع شده است. در تبدیل این ساختمان به موزه، ساختار معماری آن حفظ و به کارکرد اصلی بنا احترام گذاشته شده است. این ساختمان دارای نقاشی‌های سقفی است که به شیوه باروک و با سفارش گالدیانو آفریده شده بودند.
گالدیانو در سال ۱۹۴۷ درگذشت؛ طبق وصیتش تمام مجموعه شخصی خود را که بیش از ۱۲۰۰۰ اثر بود، به دولت اسپانیا سپرد.
پس از ایجاد بنیاد لازارو گالدیانو در سال ۱۹۴۸، موزه در ۲۷ ژانویه ۱۹۵۱ افتتاح شد.

## مجموعه
مجموعه این موزه شامل از آثار ارزشمندی از دوره ماقبل تاریخ تا قرن نوزدهم با تمرکز بر هنر منطقه ایبری است. این آثار در دسته‌بندی‌هایی شامل جواهرات ، قطعات برنزی کوچک، نقره‌جات ساخته شده برای مصارف کلیسایی و خانگی، سرامیک، عاج حکاکی شده و مسکوکات است. اشیاء نه تنها از ایبریا، بلکه از مراکز عمده هنر قرون وسطی، از جمله لیموژ و مصر نیز جمع‌آوری شده‌اند. هرچند بخش عمده‌ای از آثار این موزه شامل اشیای مهم قرون وسطی است، اما هنر رنسانس نیز، از جمله آثار ویزیگوتیک ، و آثاری که توسط فرهنگ سلتیک باستانی ایبریا در این مجموعه به درستی نمایش داده شده‌اند.

### مجموعه نقاشی
مجموعه نقاشی این موزه شامل آثار هنرمندانی مانند جورج رامنی ، جان کنستبل، نیکولاس ماس، دیوید تنیرز جوان ، اراسموس کولینوس دوم، جولیو کلویو، برناردو کاوالینو، لورنزو تیپولو ، جاشوا رینولدز ، فرانسیسکو زورباران ، لوکاس کراناخ پدر ، هیرونیموس بوش ، دیه‌گو ولاسکس ، فرانسیسکو گویا ، بارتولومه استبان موریلو، لوئی پرت، ال‌گرکو و فدریکو د مادرازو ی کونتس است.